# Butterfly swimmer
butterfly swimmer（バタフライ スイマー）は日本のロックバンド・school food punishmentの2枚目のシングル。2009年7月22日発売。

## 概要
メジャーデビュー作となった前作「futuristic imagination」から約2ヶ月後に発売された。タレントのほしのあきが出演した清涼飲料水『ヘルシアスパークリング』のCMソングや大学フェアの2009年度イメージソングに起用された他、テレビ番組のテーマソングも含め、合計4つものタイアップの下で発売された。
初回プレス生産分にはオリジナルステッカー封入の特典付。タワーレコードでは、タワーレコードオリジナルカラーによるバンドロゴデザインの缶バッジが購入特典として付属された。

## 収録曲
全曲　作詞：内村友美　作曲：school food punishment
1. butterfly swimmer
編曲：school food punishment・江口亮（Stereo Fabrication of Youth）
花王『ヘルシアスパークリング』CMソング
大学フェア2009イメージソング
日本テレビ系『音楽戦士 MUSIC FIGHTER』2009年7月度POWER PLAY
日本テレビ『汐留イベント部』2009年7月度エンディングテーマ
2. beer trip
編曲：school food punishment・江口亮
3. futuristic imagination -AVALON Remix-
リミキサー：Avalon